# Alatiliparis
Alatiliparis is een geslacht van vijf soorten orchideeën uit de onderfamilie Epidendroideae. Het is afgescheiden van het geslacht Liparis.
Het zijn kleine, epifytische planten met een weinig opvallende bloeiwijze uit schaduwrijke bossen van Java en Sumatra.

## Naamgeving enetymologie
- Synoniem: Gastroglottis Blume (1825), Predilea Lindl. (1826)

De botanische naam Alatiliparis is afgeleid van het Latijnse 'alatus' (gevleugeld) en van het geslacht Liparis, en slaat op het gevleugelde gynostemium.

## Kenmerken
Alatiliparis-soorten zijn kleine, epifytische planten met korte, draadvormige wortels aan de voet van gegroepeerde, vlezige, ovale of conische pseudobulben, met aan de basis enkele dunne, langwerpige tot lancetvormige bladeren met een gevleugelde bladsteel en scherpe punt, en een eindstandige, langgerekte, ijle maar veelbloemige tros met tientallen kleine bloempjes op een zigzag verlopende bloemstengel.
De bloemen zijn tot 1 cm groot, geresupineerd en geel tot roze gekleurd. De kelkbladen zijn vrijstaand, breed ovaal, met een lange, scherpe top, de kroonbladen veel smaller. De bloemlip is licht drielobbig of uit één stuk, ovaal tot langwerpig, door een plooi gescheiden van het gynostemium, met een nectarklier aan de basis. Het middendeel van de lip is dik, met drie longitudonale richels of nerven, de top loopt uit in een lange, smalle, gegolfde punt. Het gynostemium is rechtopstaand en draagt aan de basis twee opvallende, fragiele vleugels. De stempel is ovaal, hol, omgeven door een dikke rand, en met een dik rostellum. De brede helmknop draagt vier smalle, kegelvormige pollinia.

## Verspreiding en habitat
Alatiliparis-soorten zijn epifytische planten die groeien op bemoste bomen in schaduwrijke montane bossen uit Java en Sumatra.

## Taxonomie
Alatiliparis werd van Liparis afgescheiden door Margońska en Szlachetko in 2001.
Het geslacht telt in de meest recent geaccepteerde taxonomie vijf soorten. De typesoort is Alatiliparis filicornes.

### Soortenlijst
- Alatiliparis angustiflora (J.J.Sm.) Szlach. & Marg. (2001)
- Alatiliparis filicornes Marg. & Szlach. (2001)
- Alatiliparis lepanthes (Schltr.) Szlach. & Marg. (2001)
- Alatiliparis otochilus Marg. & Szlach. (2001)
- Alatiliparis speculifera (J.J.Sm.) Szlach. & Marg. (2001)